# Resolució 2174 del Consell de Seguretat de les Nacions Unides
La Resolució 2174 del Consell de Seguretat de les Nacions Unides fou adoptada per unanimitat el 27 d'agost de 2014. El Consell va demanar a les parts combatents a Líbia que establissin un alto el foc i iniciessin un diàleg.

## Contingut
El Consell era preocupat perquè encara hi havia combats a Líbia, especialment prop de les ciutats de Trípoli i Bengasi. El govern libi ja havia demanat un alto el foc i ofert un diàleg, i el Consell de Seguretat va fer el mateix. També es va demanar al govern libi que involucrés a totes les parts en la redacció de la nova constitució.
El Consell també era preocupat per la creixent presència de moviments terroristes vinculats a Al Qaeda, i va demanar a tots els països que vigilessin de prop l'embargament d'armes contra Líbia.